# Slovenia Future Series 2024
Die Slovenia Future Series 2024 im Badminton fand vom 5. bis zum 8. September 2024 in Ljubljana statt.

## Sieger und Platzierte
| Veranstaltung | Gold                          | Silber                        | Bronze                          |
| ------------- | ----------------------------- | ----------------------------- | ------------------------------- |
| Herreneinzel  | Enogat Roy                    | Sacha Leveque                 | Grégoire Deschamp               |
| Herreneinzel  | Enogat Roy                    | Sacha Leveque                 | Cholan Kayan                    |
| Dameneinzel   | Anna Tatranova                | Petra Maixnerová              | Léonice Huet                    |
| Dameneinzel   | Anna Tatranova                | Petra Maixnerová              | Clara Lassaux                   |
| Herrendoppel  | Yann Orteu Minh Quang Pham    | Miha Ivančič Rok Jerčinovič   | Elias Elgazri Mateo Martinez    |
| Herrendoppel  | Yann Orteu Minh Quang Pham    | Miha Ivančič Rok Jerčinovič   | Iljo van Delsen Yaro van Delsen |
| Damendoppel   | Lucie Amiguet Caroline Racloz | Martina Corsini Emma Piccinin | Anna Czuchra Julia Piwowar      |
| Damendoppel   | Lucie Amiguet Caroline Racloz | Martina Corsini Emma Piccinin | Kata Kustan Noemi Kustan        |
| Mixed         | Miha Ivančič Petra Polanc     | David Salutt Martina Corsini  | Miklos Kis-Kasza Zoja Novak     |
| Mixed         | Miha Ivančič Petra Polanc     | David Salutt Martina Corsini  | Yann Orteu Caroline Racloz      |